# Arthur Tansley
Sir Arthur George Tansley (15. srpna 1871 Londýn – 25. listopadu 1955 Grantchester) byl anglický botanik a ekolog.
Byl ovlivněn prostředím Fabiánské společnosti, jeho otec George Tansley byl úspěšný obchodník a dobrovolný učitel na Working Men's College.
Studoval na University College London a Trinity College (Cambridge). Podnikl výzkumnou cestu na Cejlon a pobýval ve Vídni, kde studoval u Sigmunda Freuda. Vydal práci o evoluci kapradin a v roce 1907 získal v Cambridgi profesuru. V letech 1927 až 1937 učil na Oxfordské univerzitě. V roce 1939 vydal svoji hlavní práci The British Islands and Their Vegetation. Byl prvním předsedou British Ecological Society, nejstarší ekologické společnosti na světě. V roce 1902 založil časopis New Phytologist a v roce 1913 Journal of Ecology.
Jeho filosofický pohled na přírodu jako celek propojený složitými vazbami ovlivnili Eugenius Warming a Jan Smuts. Spolu se svým studentem Arthurem Royem Claphamem začal Tansley jako první používat termín „ekosystém“. Významně se také angažoval v hnutí ochránců přírody a stál u zrodu organizace Nature Conservancy.
Byl členem Královské společnosti a akademie Leopoldina, v roce 1941 získal Zlatou medaili Linného společnosti. V roce 1950 byl povýšen do šlechtického stavu.
Jeho manželkou byla botanička Edith Chicková, měli tři dcery.